# Chilkó Sándor
Chilkó Sándor (Gyöngyös, 1832. szeptember 29. – Szeged, 1888. október 5.) római katolikus kántor.

## Élete
Egerben a kántortanítói képző intézetet végzett, 1860-ban Izsákon kántortanító, 1861. június 4-én Szegeden belvárosi kántor lett. 1874. szeptember 28-án Szegeden házasságot kötött Faragó Lujzával, gyermekük: Chilkó Gyula György.

## Munkái
Gyász-búcsúhangok különféle temetési alkalmakra. Eger, 1867.
Fürdői leveleket irt Karlsbadból a Szegedi Hiradóba (1878. 101. 106. sz.) és a Gyöngyös cz. hetilapba (18880. 30. sz.)